# NGC 6488
NGC 6488 este o galaxie situată în constelația Dragonul. A fost descoperită în 1 septembrie 1886 de către Lewis A. Swift. Se află la o distanță de 121,94 de megaparseci de Pământ.